# Spirit of Saint Louis
L'Spirit of Saint Louis és un aeroplà amb el qual el pilot Charles Lindbergh va creuar per primera vegada en la història de l'aviació l'Atlàntic en un vol en solitari sense escales de Nova York a París.
Lindbergh va participar en el disseny i en la construcció de l'aparell, un model Ryan M-2 modificat (reanomenat Ryan NYP per les inicials Nova York Paris), d'un petit constructor, Ryan Airlines, Inc. i dissenyat per Donald Hall. L'avió va ser fabricat a San Diego, Califòrnia però els industrials que van finançar el vol transatlàntic eren de Saint Louis, raó per la qual se li va donar a l'avió el nom d'aquesta ciutat. En només dos mesos havia acabat la fabricació de l'Spirit of Saint Louis.
El Spirit of Saint Louis era un avió amb ales d'implantació alta, amb estructura de fusta, fuselatge de tubs d'acer, i el revestiment exterior de tela. Contràriament als avions dels competidors de Lindbergh, el seu avió era un monomotor fi i aerodinàmic, equipat amb un Wright Whirlwind J-5C de 223 C.V. Lindbergh opinava que era millor disposar d'un sol motor, ja que si a un avió amb càrrega màxima li fallava un motor, aleshores el segon motor tampoc podria mantenir-lo en l'aire. A més, un avió amb dos o tres motors era més propens a tenir fallades en algun d'ells i era més pesant.
Per tal de portar el màxim combustible possible es va sacrificar tot, fins i tot la comoditat del pilot i la visibilitat exterior. El dipòsit de combustible principal va quedar allotjat davant del lloc de comandament, ja que Lindbergh no va voler tenir-lo darrere i córrer el risc de quedar atrapat entre el motor i el tanc en cas d'un aterratge accidentat. D'aquesta forma, Lindbergh va sacrificar la visibilitat cap endavant, que va quedar reduïda al que podia veure a través d'un periscopi lateral. La capacitat total de combustible va ser de 1.705 l, el que va significar un pes superior a la meitat del pes total de l'avió, que va ser de 2.380 kg.
L'avió va ser dissenyat en totes les seves peces de manera que oferís la mínima resistència a l'aire i que el seu pes fos també el més baix possible. Per això es va prescindir de nombrosos elements que en altres avions eren usuals, com, per exemple, l'instrument indicador del nivell de combustible i l'aparell de ràdio. Fins i tot el seient del pilot va ser substituït per una lleugera cadira de vímet però, tot i això, quant a instrumentació per a vol sense visibilitat i de navegació estava equipat amb el més avançat de l'època, com el compàs a inducció terrestre. Per tal de provar les eleccions tècniques va fer un vol transcontinental de San Diego a Nova York en el que va trigar 21 hores i 40 minuts, batent un rècord de velocitat.
El 20 de maig de 1927 surt del camp d'aviació Roosevelt Field a Nova York, en direcció a París. Durant tota la travessia el motor funciona perfectament i la navegació és molt precisa, passant els punt de costa exactament per on els havia de passar mentre que, la velocitat mitjana va ser propera als 160 km/h. Allí va arribar 33 h i 32 min més tard, a les 10:22, aterrant en l'aeròdrom de Le Bourget, on va ser rebut amb un enorme entusiasme per prop de cent mil persones. Lindbergh havia volat sense interrupció 5.700 quilòmetres.
L'Spirit of Saint Louis es troba actualment exposat en el Museu de l'Aire i de l'Espai, Washington, DC, EUA.

## Especificacions (Ryan NYP)

Dades de 
Característiques generals
- Tripulació: un pilot
- Longitud: 8,4 m
- Envergadura: 14 m
- Alçada: 3 m
- Superfície de l'ala 29,7 m²
- Perfil: Clark Y
- Pes buit: 975 kg
- Pes carregat: 1,310 kg
- Càrrega útil: 1,703 l
- Pes màxim d'enlairament: 2.330 kg
- Motors: 1×  hèlix Hamilton Standard Wright Whirlwind J-5C, 223 cv

 Rendiment 
- Velocitat màxima: 214 km/h
- Velocitat de creuer: 161-177 km/h
- Abast: 4.100 milles (6.600 km)
- Sostre de servei: 5.000 m (16.400 peus)
- Càrrega alar: 78 kg/m²
- Potència/pes: 10,4 kg/cv

## Galeria

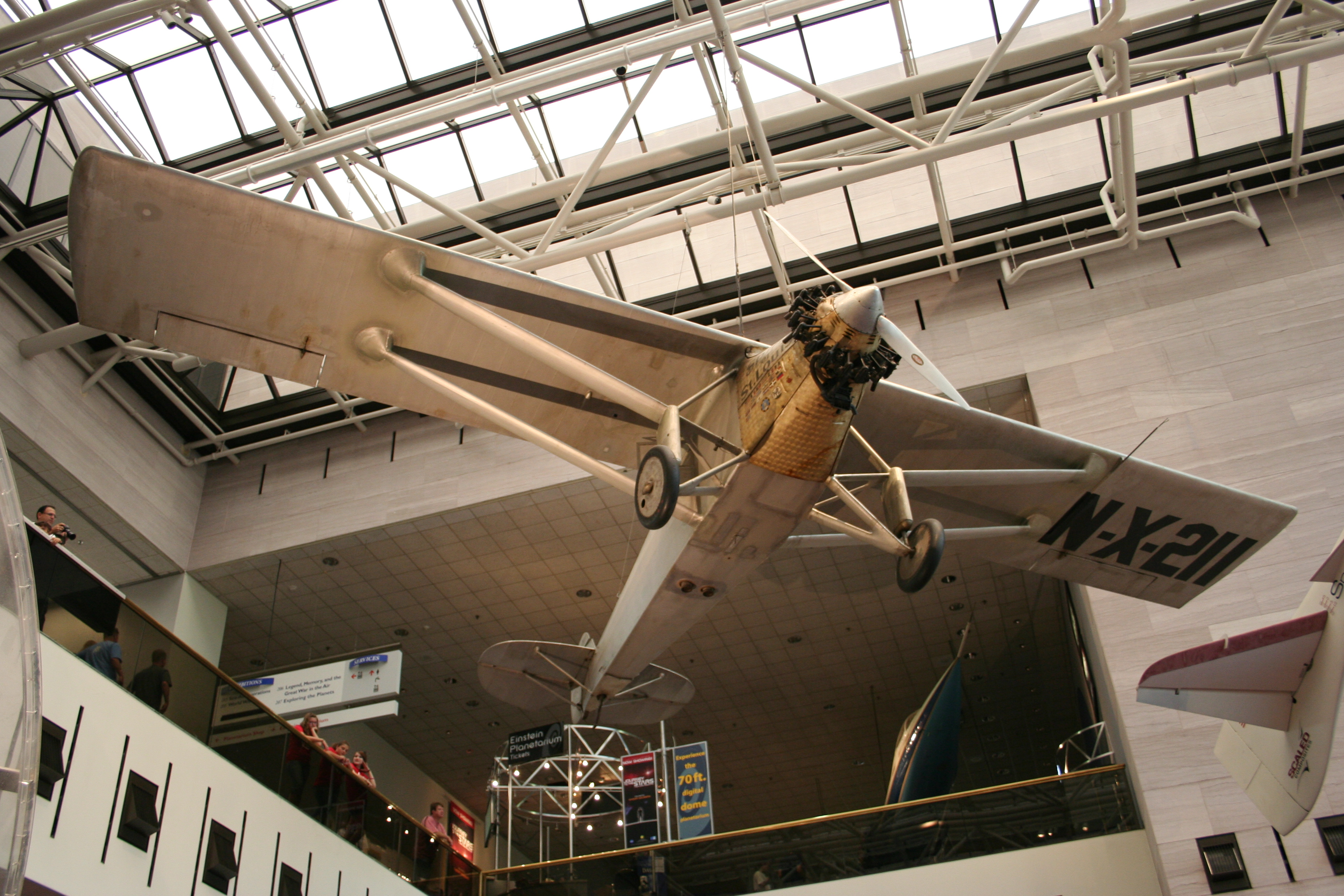
Spirit of St. Louis en exposició al National Air and Space Museum
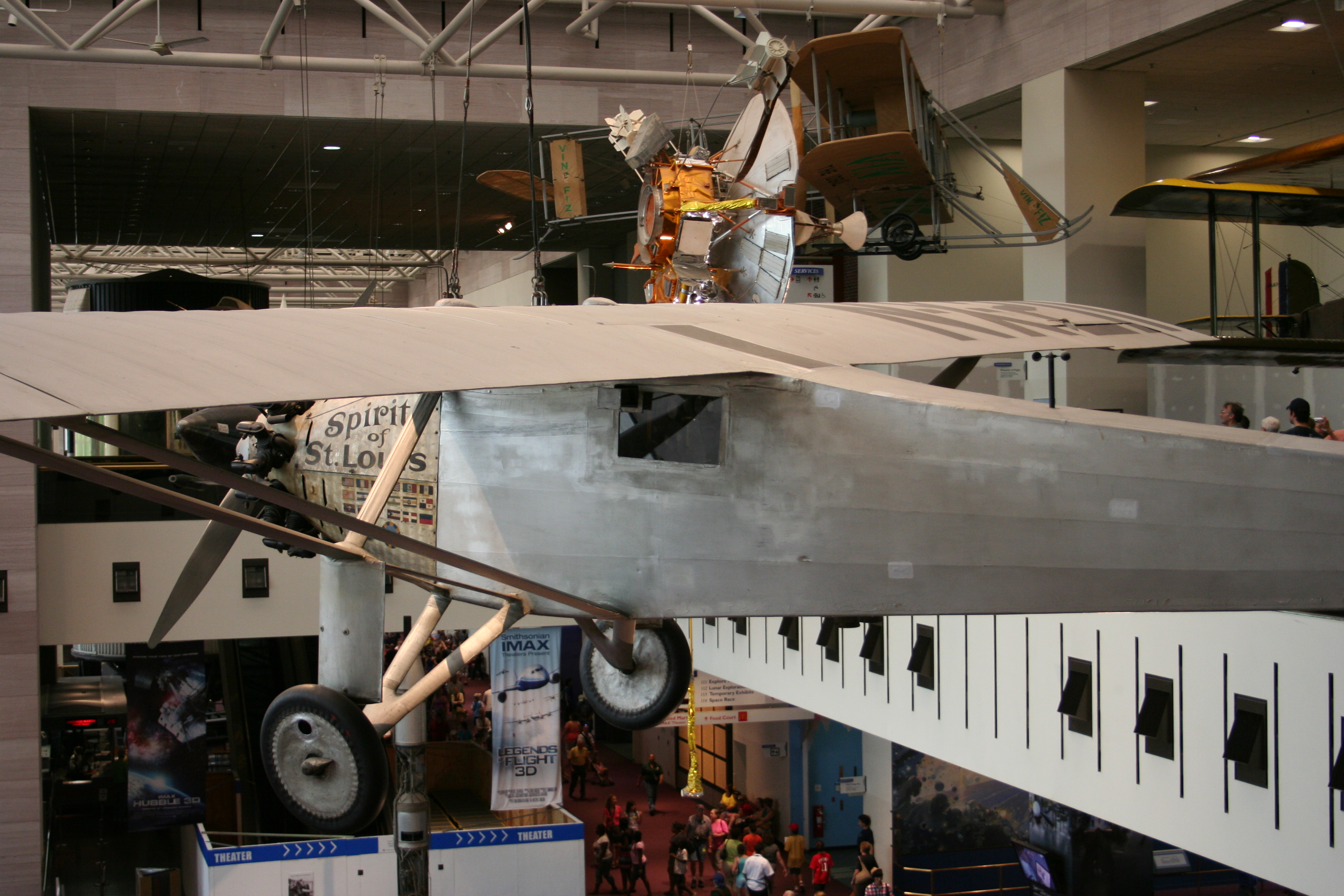
Costat esquerre del Spirit of St. Louis
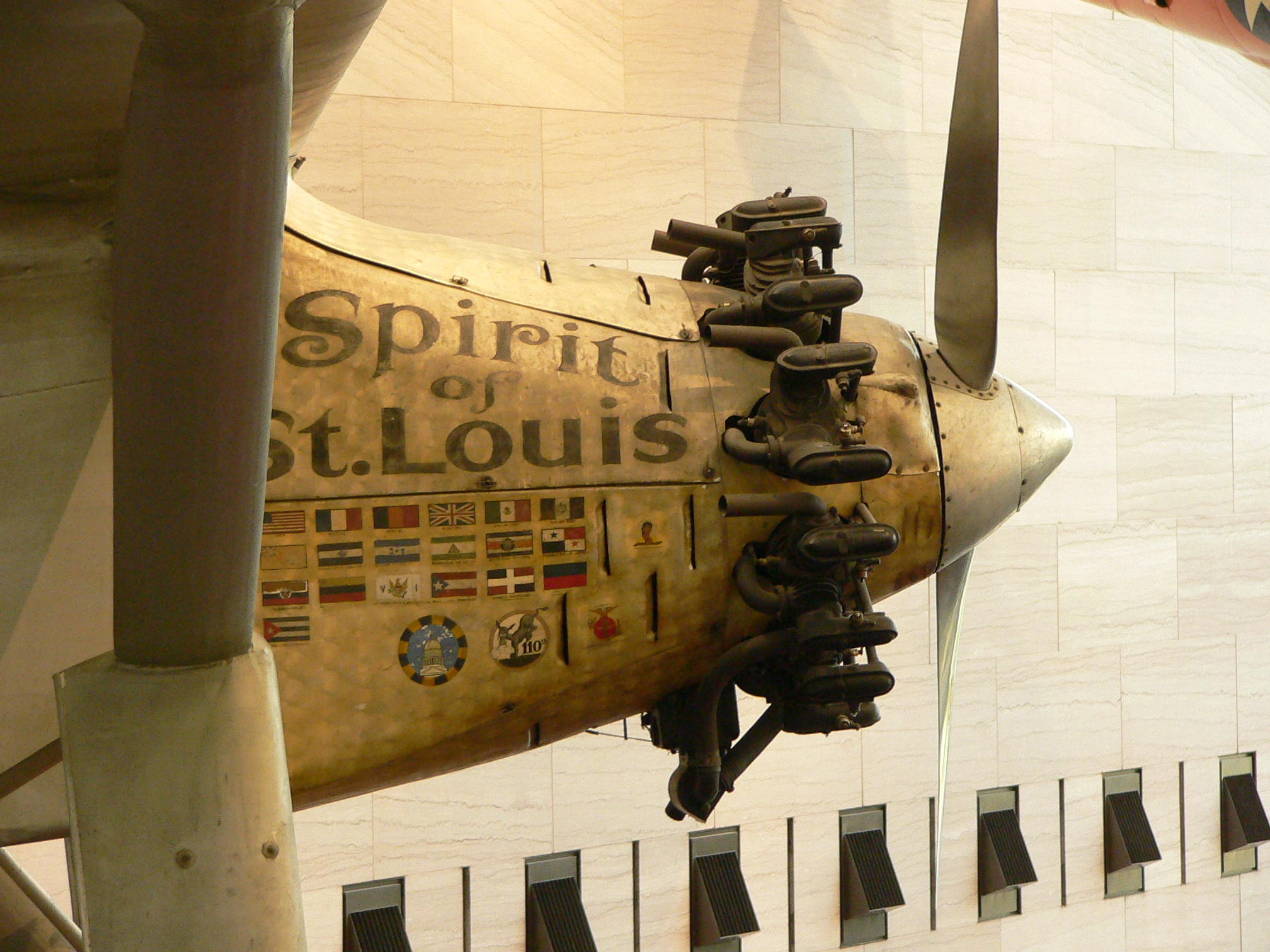
Nas del Spirit of St. Louis, amb el motor Wright Whirlwind Radial visible
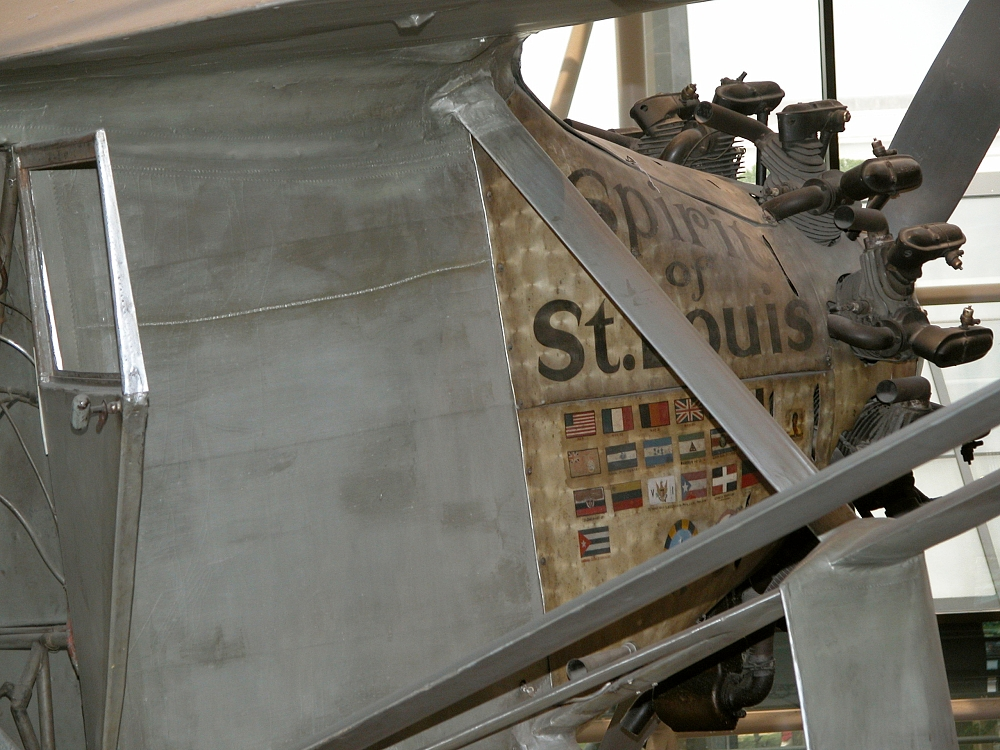
Spirit of St. Louis
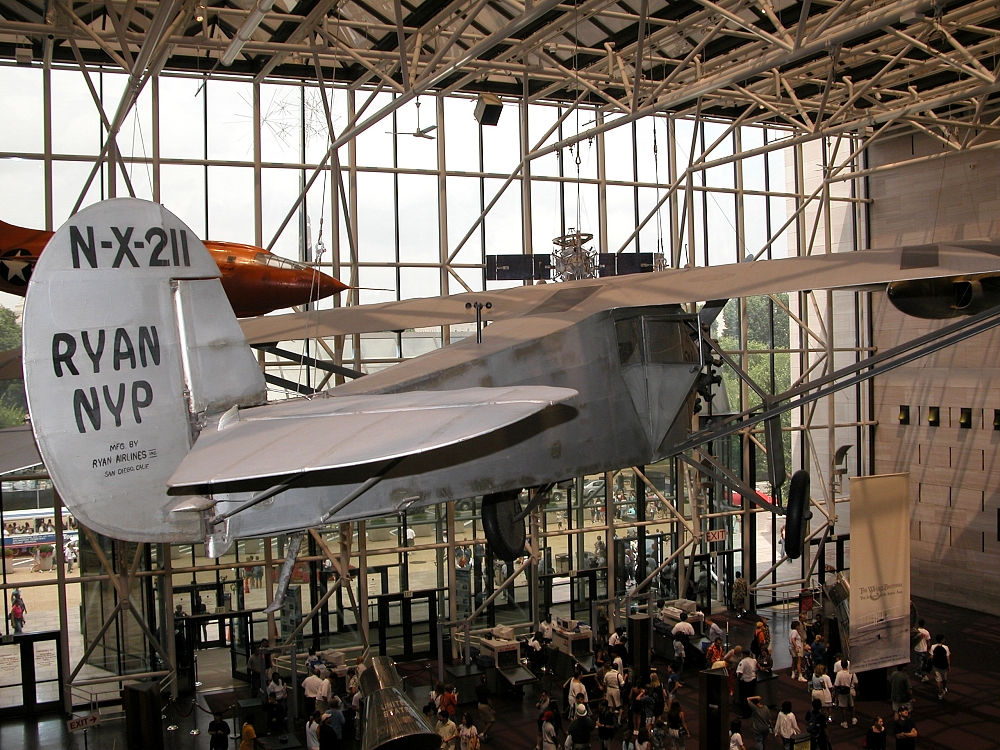
Spirit of St. Louis
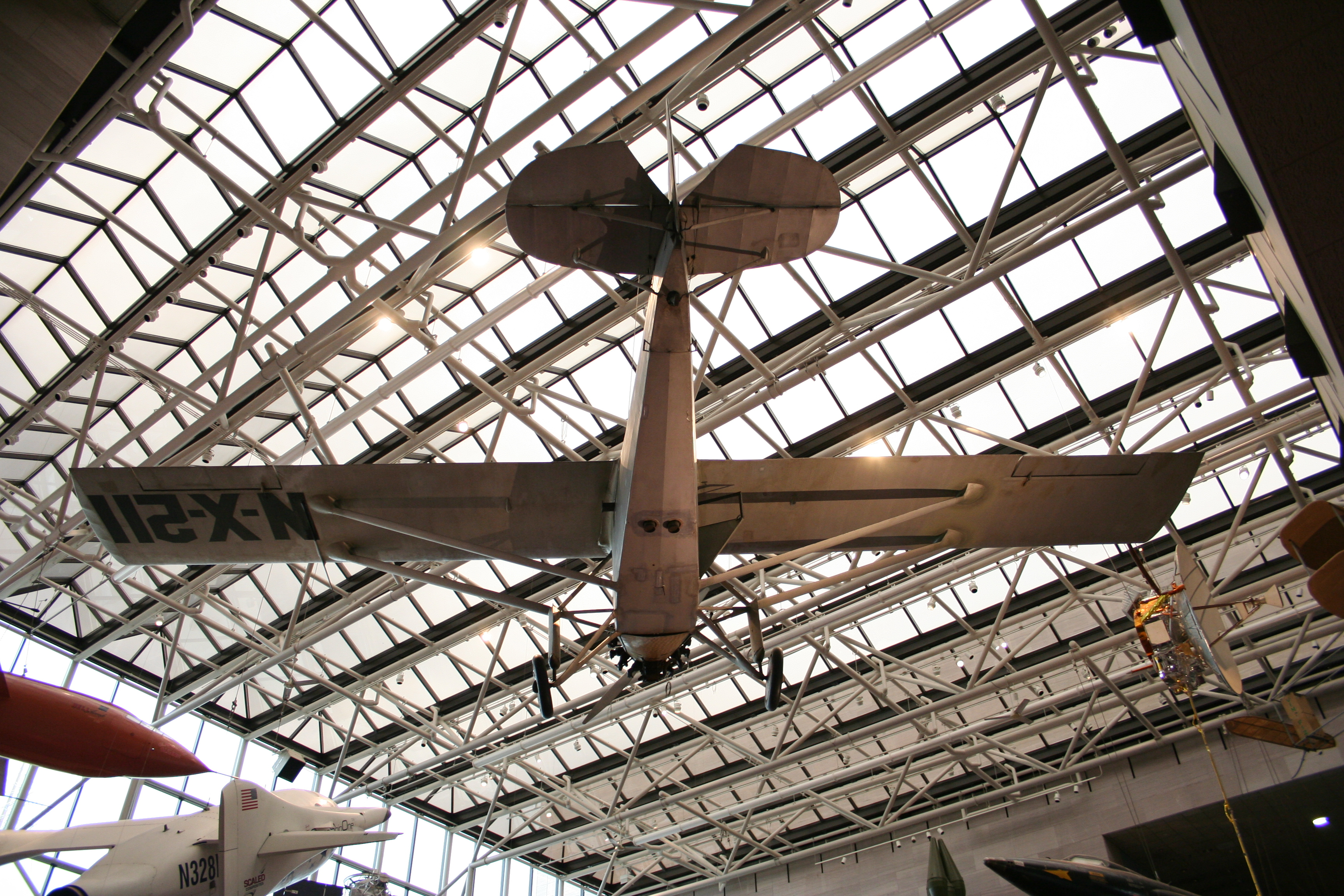
Sota la cual del Spirit of St. Louis
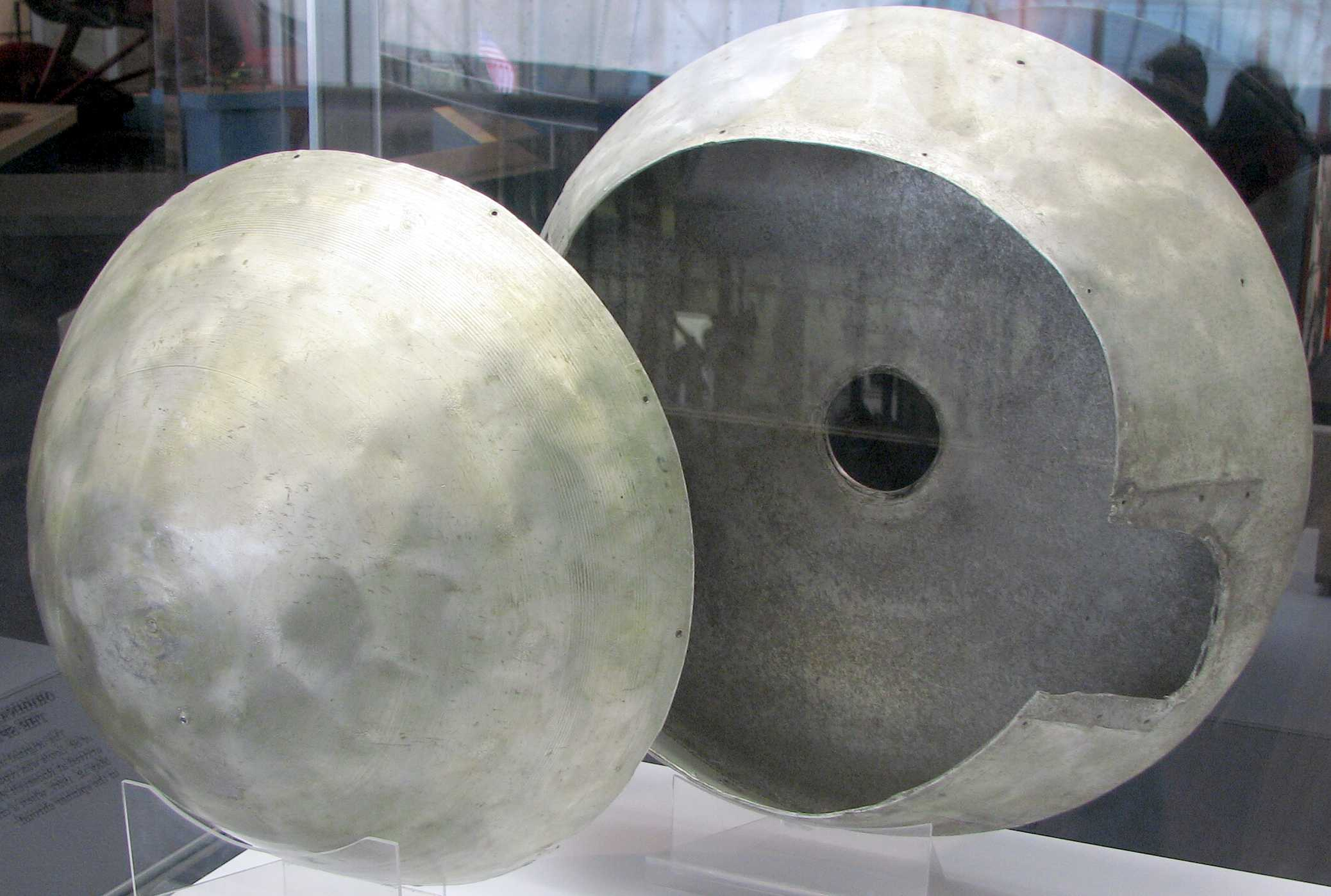
Spirit of St. Louis con de l'hèlix
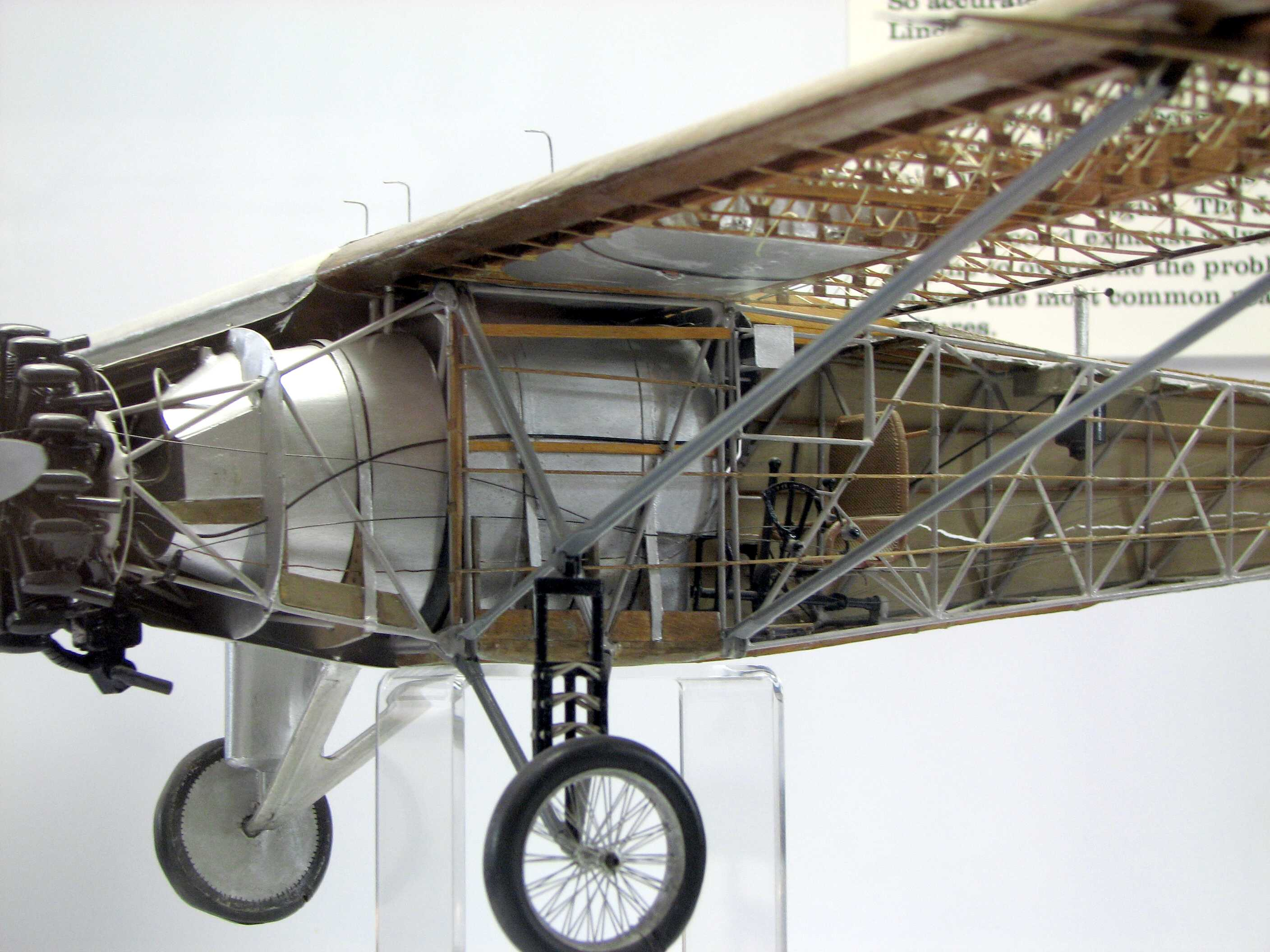
Reproducció del Spirit of St. Louis
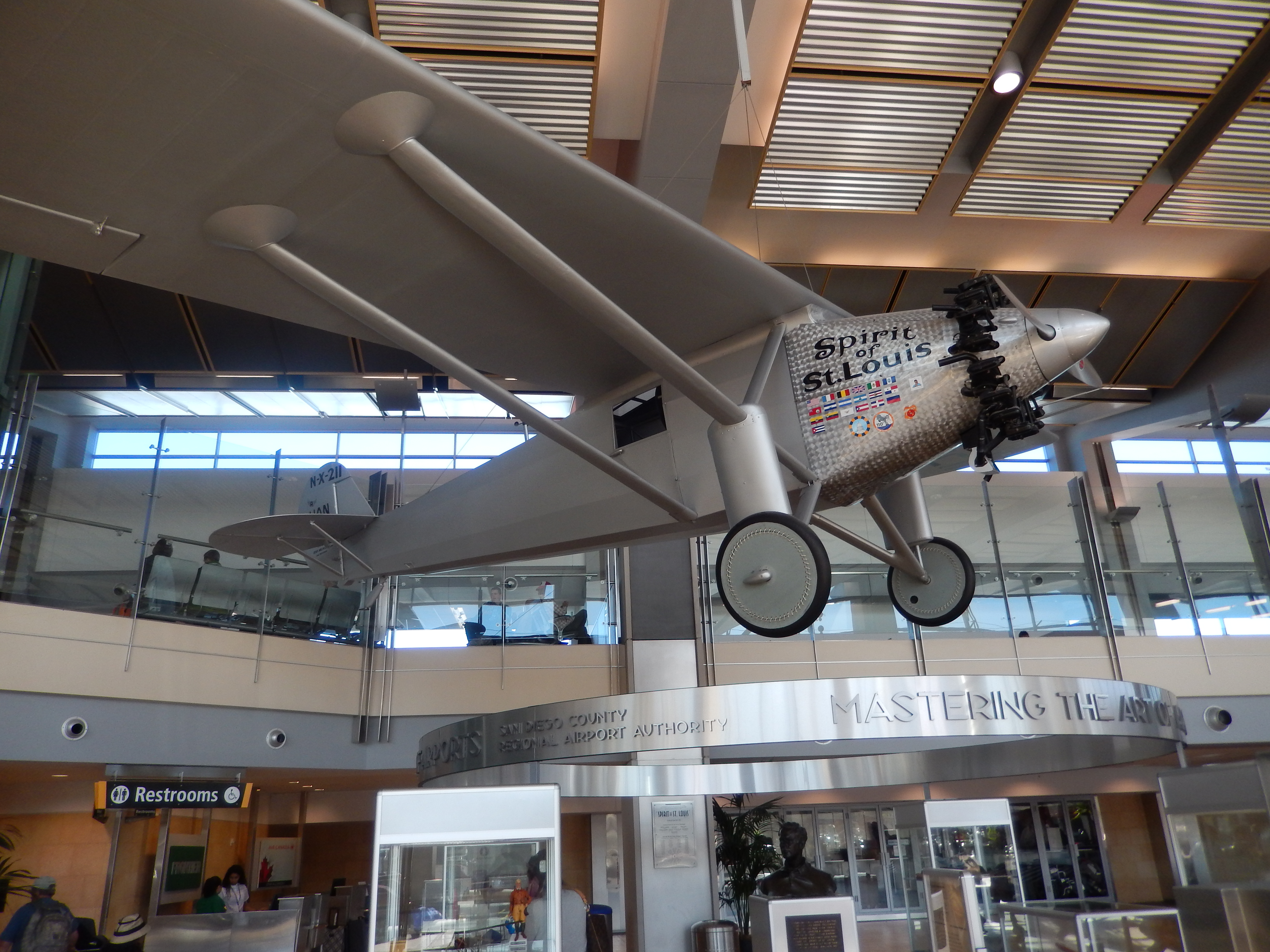
Reproducció del Spirit of St. Louis